# 제스 베이커

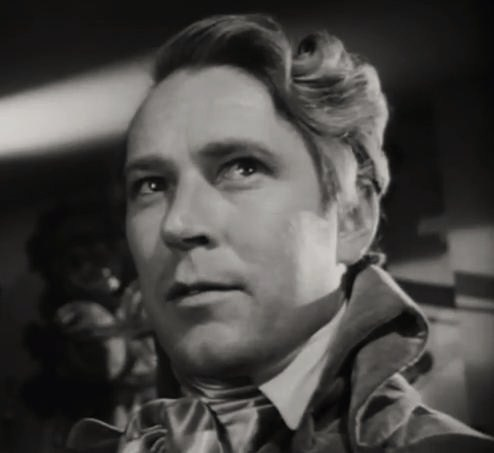

제스 베이커(Jess Barker, 1912년 6월 4일 ~ 2000년 8월 8일)는 미국의 배우, 영화배우이다.
그린빌에서 태어났으며 노스할리우드에서 사망하였다. 사인은 간경변이다.

## 영화
- 그린 베레 (1968년)
- 페리 메이슨 (1957년)
- 스칼렛 거리 (1945년) - 데이비드 역
- 잼 세션 (1944년)
- 커버걸 (1944년)